# Charles Lemaire (évêque)
Pour les articles homonymes, voir Charles Lemaire (homonymie).
Charles Lemaire, né le 16 janvier 1900 à Bertry (Nord)  et mort à Hong Kong le 22 avril 1995. est un prêtre français des Missions étrangères de Paris dont il est le Supérieur général de 1945 à 1960, après avoir été missionnaire en Chine et vicaire apostolique coadjuteur de Jilin en Chine de 1939 à 1945, période durant laquelle il est un représentant officieux du Saint-Siège au Mandchukuo.

## Biographie

### Jeunesse et formation missionnaire
Charles Lemaire est né le 16 janvier 1900 à Bertry (Nord)  dans l'archidiocèse de Cambrai. Après ses études primaires à Bertry, et ses études secondaires au Petit séminaire de Cambrai (1912-1914) et au Petit Séminaire de Saint-Saulve (1919-1920), il passe deux ans au Grand Séminaire de Cambrai, avant d'être admis au Séminaire des Missions Etrangères le 12 septembre 1925. Il reçoit au Séminaire de Bièvres la tonsure le 29 mai 1926 et les ordres mineurs le 18 décembre 1926, puis pendant quatre ans continue ses études à Rome, où il obtient le baccalauréat en droit canonique et le doctorat en théologie. Il est ordonné sous-diacre le 22 septembre 1928, diacre le 22 décembre 1928, prêtre le 21 septembre 1929, et part le 8 septembre 1930 pour la mission de Kirin.

### Missionnaire en Mandchourie et diplomate officieux du Saint-Siège
Dès son arrivée en mission il étudie la langue chinoise et remplit la fonction de vicaire à la cathédrale de Jilin. Au mois de mai 1932, un an après son arrivée en mission, il est nommé curé de la cathédrale de Jilin, fonction qu'il va occuper jusqu'au mois de décembre 1936. Charles Lemaire cherche à encourager les vocations féminines dans l'Église, et en 1934, il fonde la congrégation de la Sainte Famille de Jilin pour accueillir des vierges consacrées, qui seront déjà plus de 73 en 1938, avant d'être interdites par le Parti communiste chinois. Du mois de janvier 1937 jusqu'au mois de décembre 1939, il a la charge du Grand Séminaire de Kirin. Après l’invasion du nord-est de la Chine par le Japon, une dizaine de circonscriptions ecclésiastiques se sont du jour au lendemain trouvées coupées du représentant du Saint-Siège en Chine. Face au refus d'Auguste Gaspais de jouer le rôle d'ambassadeur du Vatican auprès du gouvernement du Mandchoukouo, le père Charles Lemaire est nommé pour jouer ce rôle. Il est appelé à devenir évêque non par le Pape, comme il se devrait, mais par le Cardinal Pietro Fumasoni-Biondi, préfet de la Congrégation De Propaganda Fide. évitant ainsi de faire de lui un émissaire pontifical dans un territoire politique complexe. Nommé évêque titulaire d'Otrus (de) et coadjuteur de Jilin, le 11 juillet 1939, il est consacré par Auguste Gaspais le 15 novembre suivant avec comme co-consécrateurs Jean-Marie Blois et Louis Lapierre (it). Pendant toute la Seconde Guerre mondiale, son statut d'évêque coadjuteur et non de diplomate va habilement permettre au Saint-Siège de garder des relations avec les Eglises en Mandchourie, sans jamais reconnaître officiellement l'Etat du Mandchoukouo. A ce titre, Lemaire s'appuie sur des prêtres japonais, comme Paul Yoshigoro Taguchi, futur cardinal et archevêque d'Osaka, pour dialoguer avec les forces d'occupations japonaises, qui accordent de nombreux honneurs et avantages à l'Église catholique, dans le vain espoir d'obtenir une reconnaissance diplomatique du Saint-Siège. 

### Supérieur général des Missions étrangères de 1945 à 1960
Le supérieur général de l'époque, le Père Léon Robert, ayant donné sa démission le 15 novembre 1945, un décret de la Sacrée Congrégation de la Propagande nomme, le lendemain 16 novembre, Charles Lemaire comme Supérieur général de la Société des Missions Etrangères usque ad celebrationem Congressus generalis. Son souci majeur est de préparer la future Assemblée générale. Avec ses conseillers, il étudie le Règlement en vigueur et les modifications qu'il convient de lui apporter, pour l'adapter aux conditions nouvelles de l'apostolat en Extrême-Orient. Ensemble, ils mettent au point un texte qui doit servir de base aux futures discussions de l'Assemblée générale, qui se réunit à Bièvres au mois d'août 1950. Au cours de cette Assemblée générale, Charles Lemaire est élu Supérieur général à l'unanimité, avec ses quatre conseillers, les PP. Cussac, Destombes, Haller et Prouvost. Pendant son mandat de dix ans comme supérieur élu, il doit gérer le très difficile problème posé par l’expulsion de Chine de plusieurs centaines de prêtres des Missions étrangères de Paris après la prise de pouvoir des communistes à Pékin à la suite de la Longue Marche de Mao Zedong. Pendant l'Assemblée générale de 1960, Charles Lemaire n'est pas réélu. Il cède sa place à Maurice Quéguiner, devenu l'un de ses assistants depuis le départ du Père Haller en 1957.

### Retour en mission à Hong Kong jusqu'en 1995
Au mois d'août 1960, Charles Lemaire est désigné par le Père Quéguiner comme supérieur de la Maison de Béthanie, jusqu'à la suppression de cette maison en juillet 1975. Il se retire ensuite à la Procure des Missions Etrangères, puis à la Maison de Retraite des Petites Sœurs des pauvres, où il passe les dernières années de sa vie dans la prière et le recueillement. Il est mort à Hong Kong le 22 avril 1995.

## Postérité

### La fin de laQuerelle des rites
Dans les années 1930, la bulle pontificale Ex quo singulari de 1742 par laquelle Benoît XIV avait interdit à tous les catholiques sujets de l'empereur de Chine de participer aux rites en l'honneur de Confucius, condamné comme idolâtre, était toujours en vigueur. Tous les missionnaires, avant de partir pour la mission en Chine, devaient encore prêter serment d'obéissance aux interdictions contenues dans ce décret. L'occupation japonaise ayant rendu ces cultes obligatoires dans les écoles, Gaspais et Lemaire cherchèrent à s'enquérir de la nature de ceux-ci et reçurent une réponse du Ministère de l’Éducation affirmant leur caractère purement formel et extérieur et non religieux. À la suite de cette déclaration, le Saint-Siège, sous l'influence du Cardinal Celso Costantini, publia alors le 8 décembre 1939 une nouvelle instruction intitulée Piane Compertum reconnaissant la nature philosophique des rites confucéens, mettant ainsi fin, selon certaines opinions, à la querelle des rites chinois, bien que l'instruction signée par un cardinal n'ait pas le même poids canonique que la bulle pontificale qui n'est donc pas abrogée.

### Hommage en Cambrésis
En 2008, une exposition a été organisée à Cambrai pour faire hommage à Charles Lemaire, mettant en avant "l’importance pour les missionnaires de faire connaître Jésus et son Évangile, mais sans jamais imposer notre culture occidentale aux peuples auxquels ils sont envoyés.".

## Succession apostolique
Charles Lemaire a ordonné les évêques suivants :
- Évêque Gustave Raballand, M.E.P. (1956)

### Sources et bibliographie
- Gilles van Grasdorff, La Belle histoire des Missions étrangères, Paris, Perrin, 2007
- (it) Giovanni Coco, Santa sede e Manciukuò, 1932-1945, Libreria editrice vaticana, 2006 (ISBN 978-88-209-7854-9, lire en ligne)
- (en) Missions Étrangères de Paris (MEP) and China from the Seventeenth Century to the Present, Brill, 16 décembre 2021 (ISBN 978-90-04-49869-3, lire en ligne)